# Serie del Caribe 1957
La IX edición de la Serie del Caribe se jugó en 1957. Se llevó a cabo del 9 de febrero al 14 de febrero, con los equipos campeones de béisbol de Cuba, Tigres de Marianao; Panamá , Cerveza Balboa; Puerto Rico, los Indios de Mayagüez, y Venezuela, Leones del Caracas. El formato consistió en 12 juegos, cada equipo frente a los otros equipos dos veces. 
Es hasta la fecha la última edición de la Serie del Caribe dis putada en Cuba.
Resumen.
El equipo cubano fue gestionado por Napoleón Reyes y terminó con una marca de 5-1, con su única derrota a Puerto Rico. Los Tigres de Marianao su ofensiva fue claramente guiado por JMV de la Serie jardinero Solly Drake , que ganó el título de bateo con un promedio de .500 de bateo y también condujo en carreras (9), realiza (11) y bases robadas (4).  Panamá, gestionado por el receptor León Kellman , registró un récord de 3-3 para un lugar sorprendente segundo acabado. Balboa jugador más destacado fue Winston Castaño , quien lanzó seis hit, una carrera juego completo y una blanqueada de cuatro hits, en ambos casos en contra de Venezuela.  Puerto Rico empató con Venezuela por el tercer puesto con una marca de 2-4. El equipo de Mayagüez fue pilotado porMickey Owen , mientras RF Canena Márquez proporcionó el ataque de soporte (375, tres HR, cinco carreras, 0.792 SLG). Venezuela, guiado por la arcilla Bryant , incluidos C John Roseboro (.376 BA, .556 SLG); FI Rudy Regalado (.292 BA),Pompeyo Davalillo (.381, tres SB, cuatro carreras), Chico Carrasquel (.292, HR, .458 SLG) y Luis García (2-por-13, 2B, RBI), como así como OFs Tom Burgess (4-de-24) y Bob Wilson (4-de-22). Caracas lanzadores de Babe Birrer (1-1, 2.60) y Julián Ladera (1-0, 2.25) recogieron las únicas victorias para el equipo en los esfuerzos de juego completo. Emilio Cueche tuvo una pérdida completa del juego después de permitir dos carreras sucias en el Juego 5, y más tarde lanzaron dos entradas en blanco de alivio para un perfecto 0.00 de efectividad, la mejor de la serie.
Clasificación final.
|             |                    |   |   |       |                |
| País        | Club               | G | P | G/P % | Mánager        |
| Cuba        | Tigres de Marianao | 5 | 1 | .833  | Napoleón Reyes |
| Panamá      | Cerveza Balboa     | 3 | 3 | .500  | León Kellman   |
| Puerto Rico | Indios de Mayagüez | 2 | 4 | .333  | Mickey Owen    |
| Venezuela   | Leones del Caracas | 2 | 4 | .333  | Clay Bryant    |

Resultados.
Juego 1, 9 de febrero 1957.
Puerto Rico 3-10 Venezuela
Juego 2, 9 de febrero 1957.
Panamá 1-4 Cuba
Juego 3,10 de Febrero 1957.
Puerto Rico 7-1 Panamá
Juego 4,10 de Febrero 1957.
Cuba 7-1 Venezuela
Juego 5,11 de Febrero 1957.
Venezuela 1-2 Panamá
Juego 6,11 de Febrero 1957.
Puerto Rico 6-0 Cuba
Juego 7,12 de Febrero 1957.
Venezuela 7-3 Puerto Rico
Juego 8,12 de Febrero 1957.
Cuba 3-1 Panamá
Juego 9,13 de Febrero 1957.
Panamá 5-0 Puerto Rico
Juego 10,13 de Febrero 1957.
Venezuela 4-5 Cuba
Juego 11,14 de febrero 1957.
Panamá 4-0 Venezuela
Juego 12,14 de febrero 1957.
Cuba 8-3 Puerto Rico
| Predecesor: Panamá 1956 | Serie del Caribe La Habana 1957 | Sucesor: San Juan 1958 |

- Datos: Q4568980